# Tour des Flandres 1944
Le Tour des Flandres 1944 est la 28e édition du Tour des Flandres. La course a lieu le 2 avril 1944, avec un départ et une arrivée à Gand sur un parcours de 224 kilomètres. 
Le vainqueur final est le coureur belge Rik van Steenbergen, qui s’impose au sprint devant ses compagnons d’échappée à Gand. Les Belges Briek Schotte et Joseph Moerenhout complètent le podium. 

## Classement final
|    | Coureur             | Pays     | Équipe             | Temps           |
| -- | ------------------- | -------- | ------------------ | --------------- |
| 1  | Rik van Steenbergen | Belgique | Trialoux-Wolber    | 6 h 23 min 00 s |
| 2  | Briek Schotte       | Belgique | Helyett-Hutchinson | m. t.           |
| 3  | Joseph Moerenhout   | Belgique | Dilecta-Wolber     | m. t.           |
| 4  | Frans Sterckx       | Belgique | Michard-Hutchinson | m. t.           |
| 5  | Frans Bonduel       | Belgique | Dilecta-Wolber     | m. t.           |
| 6  | Frans van Hellemont | Belgique |                    | m. t.           |
| 7  | Célestin Riga       | Belgique | Dilecta-Wolber     | m. t.           |
| 8  | Albert Hendrickx    | Belgique | Michard-Hutchinson | m. t.           |
| 9  | Marcel Kint         | Belgique | Mercier-Hutchinson | m. t.           |
| 10 | Georges Claes       | Belgique | Trialoux-Wolber    | + 1 min 05 s    |